# Karin Telser
Pour les articles homonymes, voir Telser.
Karin Telser (née le 23 avril 1966 à Cermes dans le Trentin-Haut-Adige) est une ancienne patineuse artistique italienne qui a participé aux Jeux olympiques d'hiver de 1984.

## Biographie

### Carrière sportive
Karin Telser a dominé le patinage artistique italien de 1981 à 1984 en remportant le titre national quatre fois consécutivement. Elle succède au palmarès national à sa compatriote Susanna Driano.
Sur le plan international, elle obtient ses meilleurs classements en 1984 à Budapest pour les championnats européens (8e) et à Ottawa pour les mondiaux (13e). La même année elle a représenté son pays aux Jeux olympiques d'hiver de Sarajevo et a obtenu la 15e place olympique.
Elle arrête la compétition amateur après les mondiaux de 1984.

## Palmarès
| Compétitions principales      | 1977 | 1978 | 1979 | 1980 | 1981 | 1982 | 1983 | 1984 |  |  |  |  |  |  |
| Jeux olympiques d'hiver       |      |      |      |      |      |      |      | 15e  |  |  |  |  |  |  |
| Championnats du monde         |      |      |      |      |      | 26e  | 16e  | 13e  |  |  |  |  |  |  |
| Championnats d'Europe         |      |      |      |      | 13e  | 18e  | 11e  | 8e   |  |  |  |  |  |  |
| Championnats d'Italie         |      |      |      |      | 1re  | 1re  | 1re  | 1re  |  |  |  |  |  |  |
| Championnats du monde juniors | 14e  |      | 15e  |      |      |      |      |      |  |  |  |  |  |  |
|                               |      |      |      |      |      |      |      |      |  |  |  |  |  |  |